# Oberreußen
Oberreußen ist ein Ortsteil der sächsischen Stadt Strehla im Landkreis Meißen.

## Geografie
Oberreußen liegt nordwestlich von Riesa direkt angrenzend an den Strehlaer Ortsteil Unterreußen. Südlich von Oberreußen liegen die Riesaer Ortsteile Gröba und Merzdorf, südwestlich liegen Pochra und Schwarzroda und westlich von Oberreußen liegt der Strehlaer Ortsteil Großrügeln. 
Nördlich von Oberreußen liegt der Strehlaer Ortsteil Oppitzsch, welcher über die Unterreußener Straße erreicht werden kann. Durch Oppitzsch verläuft die Bundesstraße 182, über welche Strehla und Riesa erreicht werden können. Östlich liegt Forberge und die Elbe. Um 1900 wurde Oberreußen als Gutsweiler mit Gutsblockflur in einer Größe von 142 Hektar bezeichnet.

## Geschichte
Der Ort wurde 1334 zum ersten Mal erwähnt. Reußen war eine ursprünglich slawische Gründung, die später ein Deutscher Herrensitz bzw. Vorwerk mit wenigen Bauern wurde. Der Ortsname war mehrmaligen Änderungen unterworfen, so wurde Oberreußen im Jahr 1334 (Guntherus de ) Rysen, 1445 Ryssen, 1445 Gotsche Waldicz zu Rysen, 1447 Gotsche Waldicz zu Rysen, 1474 Reissen, 1520 Reysa, 1594 Oberreusen, 1748 Reußen, 1791 Ober Reußen und Oberreußen im Jahr 1875. Das Dorf Oberreußen wurde ursprünglich Reußen genannt zusammen mit Unterreußen.
Oberreußen gehörte 1445 nachweislich zur Oschatzer Pflege und ab 1550 zum Amt Oschatz. Im Jahr 1516 hatten das Gericht der Landesherr und die von Grünrode zu Borna inne die Halsgerichte zugleich zu pawerkguttern. Sundern in den Forbergen der Edelleuthe und zugehorungen ... die Herren alleine unde nicht mit denen von grünrode. Im Jahr 1552 hatte im Vorwerk Reußen beide Gerichte (hohe und niedere Gerichtsbarkeit) das Amt Oschatz inne, im Dorf und Feld das Amt und von Schleinitz zu gleichen Teilen. 1552 dient das Vorwerk mit 1 gerüsteten Ritterpferd. 1445 dient das Dorf mit 4 Pflügen in der Pflege Oschatz. 1552 müssen Dienste geleistet werden, Hufenhafer, Folge, Steuer und Nachreise ins Amt, aber keine Lehnware, Fronen, Heerfahrt.
Am 4. Oktober 1403 verkauft Dietrich von Scherin dem Kloster S. Afra Zinsen von 1 Mann in Reußen. 1474 besitzt die Herrschaft von Grünrode auf Borna die Dörfer Rügeln und Reußen und die Hälfte des Werders von Kucklitz, heute eine Ortswüstung.
Von 1484 bis 1691 war das Rittergut überwiegend im Besitz der Familie von Nischwitz. 1491 war der Ort im Besitz von Balthasar von Petzschwitz, 1521 verkauft Jacuf von Barsnicz auf Reußen dem Pfarrer von Gröba 6 rheinische Gulden Zins auf seinem Vorwerk. 1594 hatte das Dorf 4 Verschiedene Herren, Rittergut Bornitz, Rittergut Merzdorf, Rittergut Gröba und Pochra. 1661 wird das Vorwerk neuschriftsässig. Dann kam es an die von Arnim, danach an den Kaufmann von Wacker und an die Familie Rüssing. Am 7. Januar 1850 trat der damalige Besitzer, Adam Theodor die ihm zustehende Gerichtsbarkeit an den Staat ab. Diese Jurisdiktion ging auf das Königliche Landgericht Oschatz über. 
Nach dem Ende der sächsischen Ämterverfassung lag Oberreußen ab dem 1. Oktober 1856 im Zuständigkeitsbereich des Gerichtsamts Riesa und ab 15. Oktober 1874 der Amtshauptmannschaft Großenhain. Durch die Sächsische Landgemeindeordnung von 1838 erhielt am 1. Mai 1839 Oberreußen Eigenständigkeit als Landgemeinde.
1445 besteht Oberreußen aus dem Vorwerk und 5 Wirten, 1516 3 Bauern im Amt Oschatz, 26 Groschen von Jorge Schacz von 1/2 Hufe, 27 Groschen  von Lucas Thalheym von 1/2 Hufe und 28 Groschen von Valtin Kulenberg von 1/2 Hufe. Das Dorf konnte notfalls auch Hufengeld von 2 1/2 Hufen geben. 
1551 wohnten in Oberreußen 1 Mann, der zum Rittergut Gröba gehört. In Unterreußen wohnten im gleichen Jahr  7 Mann, von denen 3 zum Amt gehörten und 4 Mann zum Rittergut Bornitz. Im Jahr 1594 wohnten 10 Mann in Unterreußen, 2 Mann gehörten zum Rittergut Bornitz, 5 zum Rittergut Hof, 2 zu Merzdorf und 3 zu Pochra. 
1773 bis 1808 gehörten zum Rittergut Gröba 1/4 Hufe, 1 Dreschergütchen, 1 Drescherhaus und Gartennahrung. 1815 gab es 5 Feuerstätten, 34 Einwohner, 1 Vorwerk und 4 Dreschergärten. Zum Vorwerk gehörten 208 Schock Acker, 10 Schock Wiesen, 44 Schock Hutung, 12 Schock Holz (der Eichbusch). Die Gärtner hatten 2 1/4 Schock Garten, 27 Schock Acker, 1 1/4 Schock Wiese und 2 Holzränder. 
1840 hat Oberreußen 27 Einwohner, 1 Vorwerk und 4 Gärtnergüter. Das Vorwerk brannte am 2. Juli 1838 ab und wurde nebst Schafstall wieder aufgebaut. 1900 hat das Dorf 1 Vorwerk und 3 Wohnhäuser, im Oberreußen wohnten 25 Einwohner, davon 7 im Vorwerk Oberreußen.
Am 1. Juli 1914 wurde der Gutsweiler Oberreußen nach Gröba eingemeindet und 1923 wurde die Gemeinde Gröba nach Riesa eingemeindet. Zwischen 1923 und 1938 wurde Oberreußen in die Gemeinde Forberge umgegliedert. Oberreußen war 1539 nach Gröba gepfarrt und gehört seit 1930 zur Kirchgemeinde Riesa-West. Die Kinder Oberreußens gingen nach Gröba in die Schule.
Die historisch gewachsene Zugehörigkeit zu Riesa und Oschatz blieb nach der Gebietsreform 1952 nicht erhalten, die Oberreußen dem Kreis Riesa im Bezirk Dresden zuordnete.
Nach der Deutschen Wiedervereinigung kam Oberreußen  wiedergegründeten Freistaat Sachsen. Die folgenden Gebietsreformen in Sachsen ordneten den Ortsteil 1994 dem Landkreis Riesa-Großenhain und 2008 dem Landkreis Meißen zu.

### Bevölkerungsentwicklung
| Jahr | Einwohner                    |
| ---- | ---------------------------- |
| 1551 | 1 besessene Mann, 2 Inwohner |
| 1764 | 4 Gärtner, 1/2 Hufe          |
| 1834 | 29                           |
| 1871 | 25                           |
| 1890 | 32                           |
| 1910 | 18 (ohne Vorwerk)            |
| 1914 | → Gröba                      |